# Embraer Praetor
Embraer Praetor é uma família de aviões executivos a jato, de médio porte e alcance intercontinental, apresentada pela fabricante brasileira Embraer no dia 15 de outubro de 2018.

## Modelos

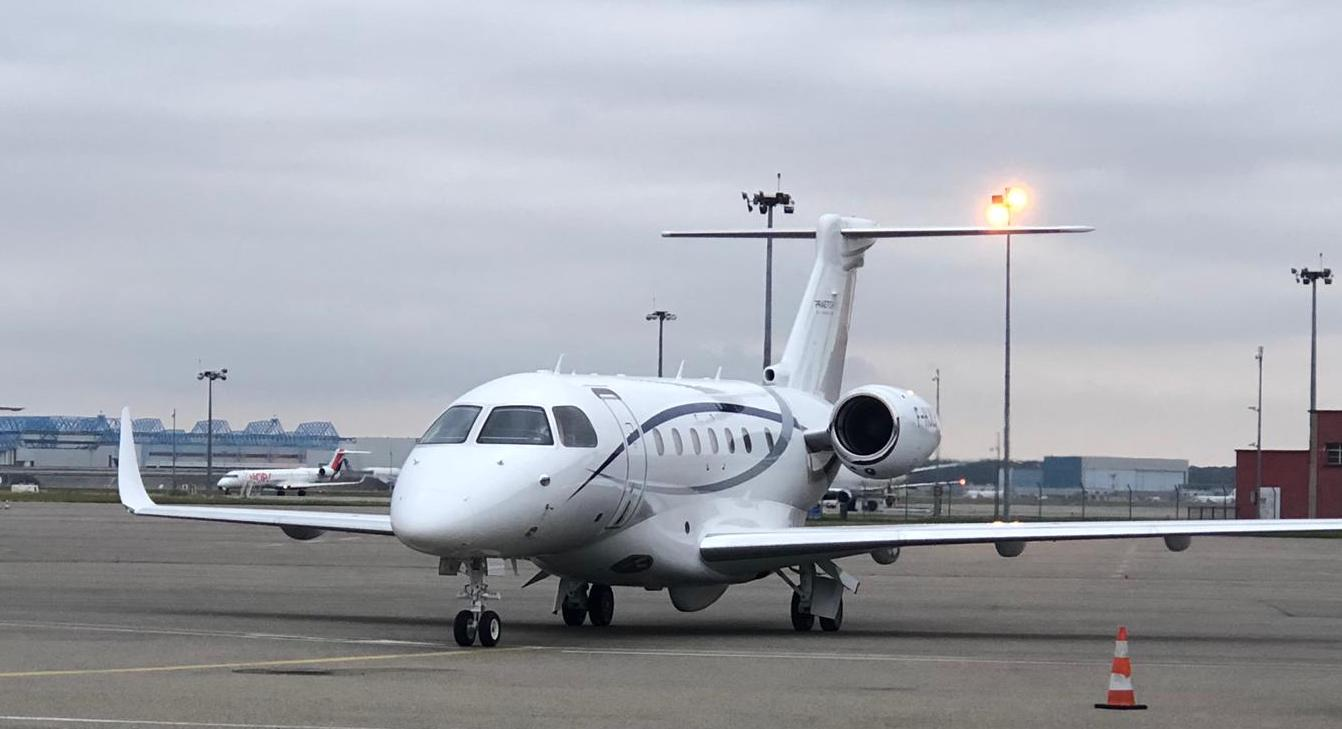
Praetor 600

A família Praetor é formada por dois modelos de porte médio, denominados Praetor 500 e Praetor 600. Ambos são derivados do Embraer Legacy 450 e Embraer Legacy 500, respectivamente. São as aeronaves mais rápidas e com a maior autonomia no seu nicho de mercado, isso graças à sua motorização, winglets aerodinamicamente mais eficientes e capacidade adicional de combustível.
São os únicos modelos de sua classe a contar com o sistema fly-by-wire completo, com controles side-stick, capazes de reduzir a carga de trabalho do piloto e garantir uma operação mais segura.

### Praetor 500
O Praetor 500 é a aeronave de porte médio mais rápida do mercado, podendo chegar a Europa a partir da Costa Oeste dos Estados Unidos com uma parada para reabastecimento. A empresa reportou 42 entregas do modelo entre 2019 e o primeiro trimestre de 2023.

### Praetor 600
O Praetor 600 é um jato executivo de porte super médio, com alcance de 7 223 quilômetros, o que permite voos sem escalas entre Londres e Nova Iorque. Até o final do primeiro trimestre de 2023 o modelo registrava 71 entregas.

## Características
|                         | Praetor 500          | Praetor 600          |
| ----------------------- | -------------------- | -------------------- |
| Pilotos                 | 2                    | 2                    |
| Passageiros             | 7-9                  | 8-12                 |
| Comprimento             | 19,68 m              | 20,74 m              |
| Envergadura             | 21,50 m              | 21,50 m              |
| Altura                  | 6,43 m               | 6,41 m               |
| Máximo Payload          | 1.325 kg             | 1.815 kg             |
| Teto Operacional        | 45.000 ft (13.716 m) | 45.000 ft (13.716 m) |
| Alcance (4 passageiros) | 3.340 nm (6.186 km)  | 4.018 nm (7.441 km)  |
| Distância de Pouso      | 636 m                | 660 m                |
| Distância de Decolagem  | 1.287 m              | 1.438 m              |
| Bagagem                 | 4,25 m³              | 4,39 m³              |

## Galeria de imagens

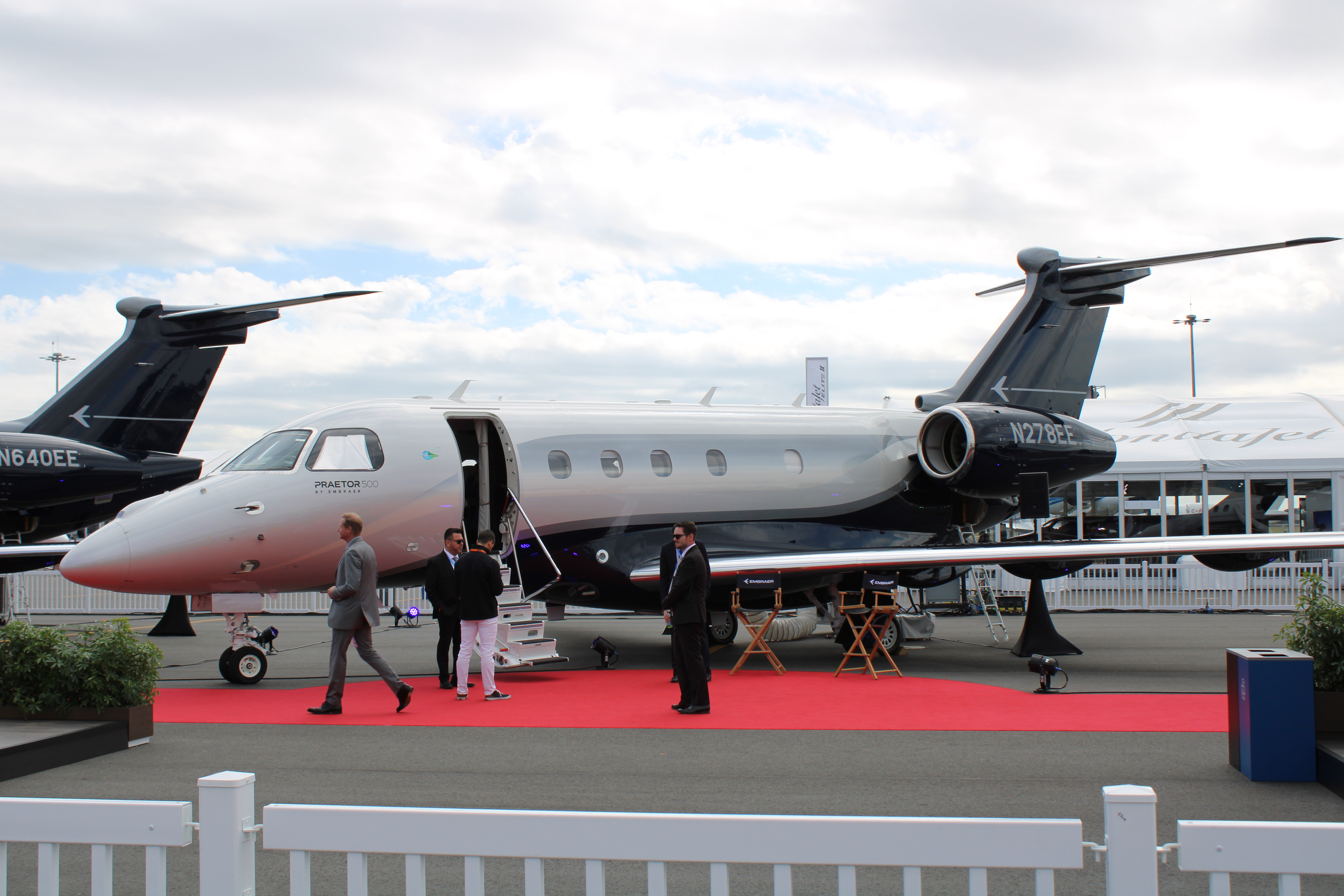
Praetor 500 (2022)
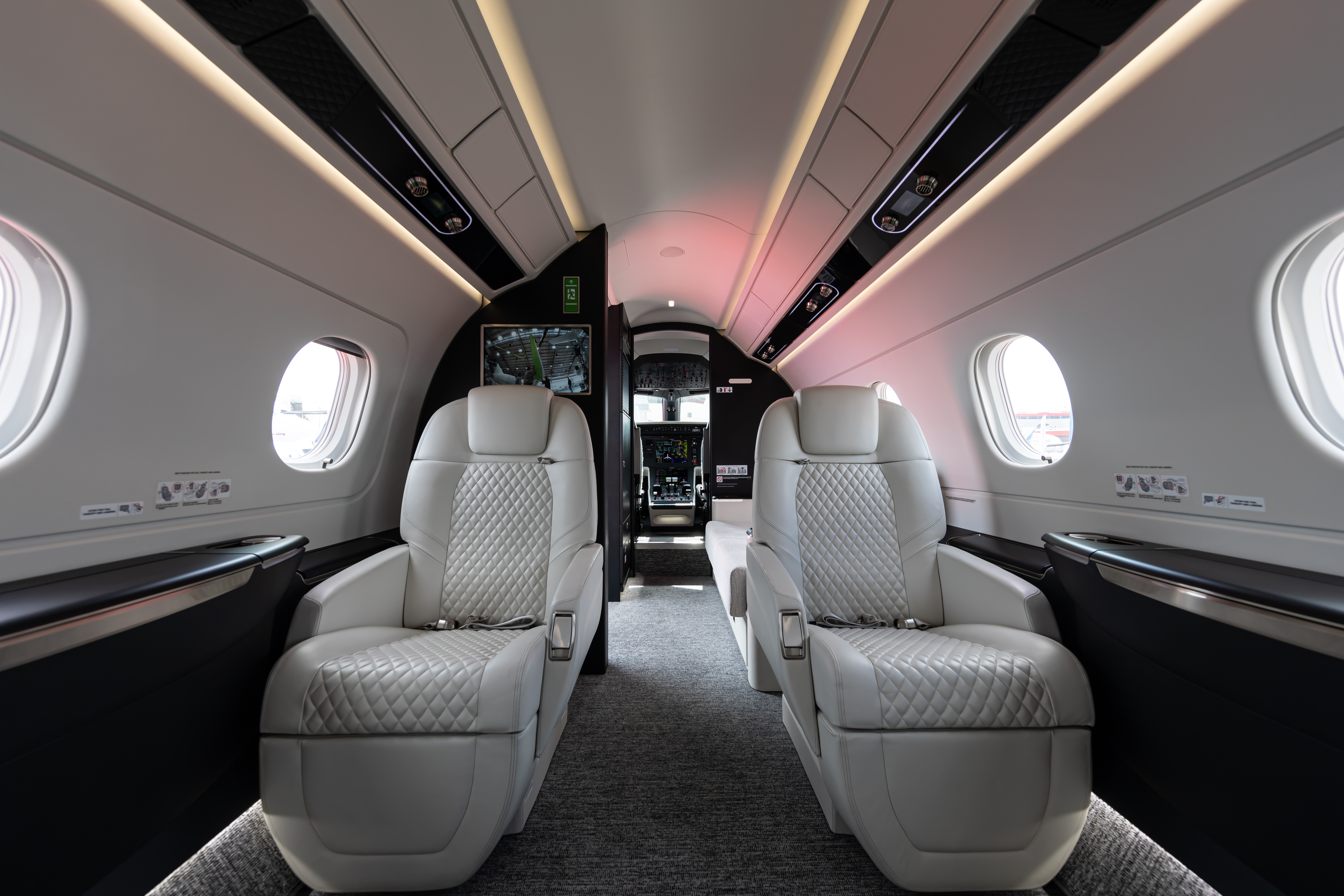
Interior do Praetor 500
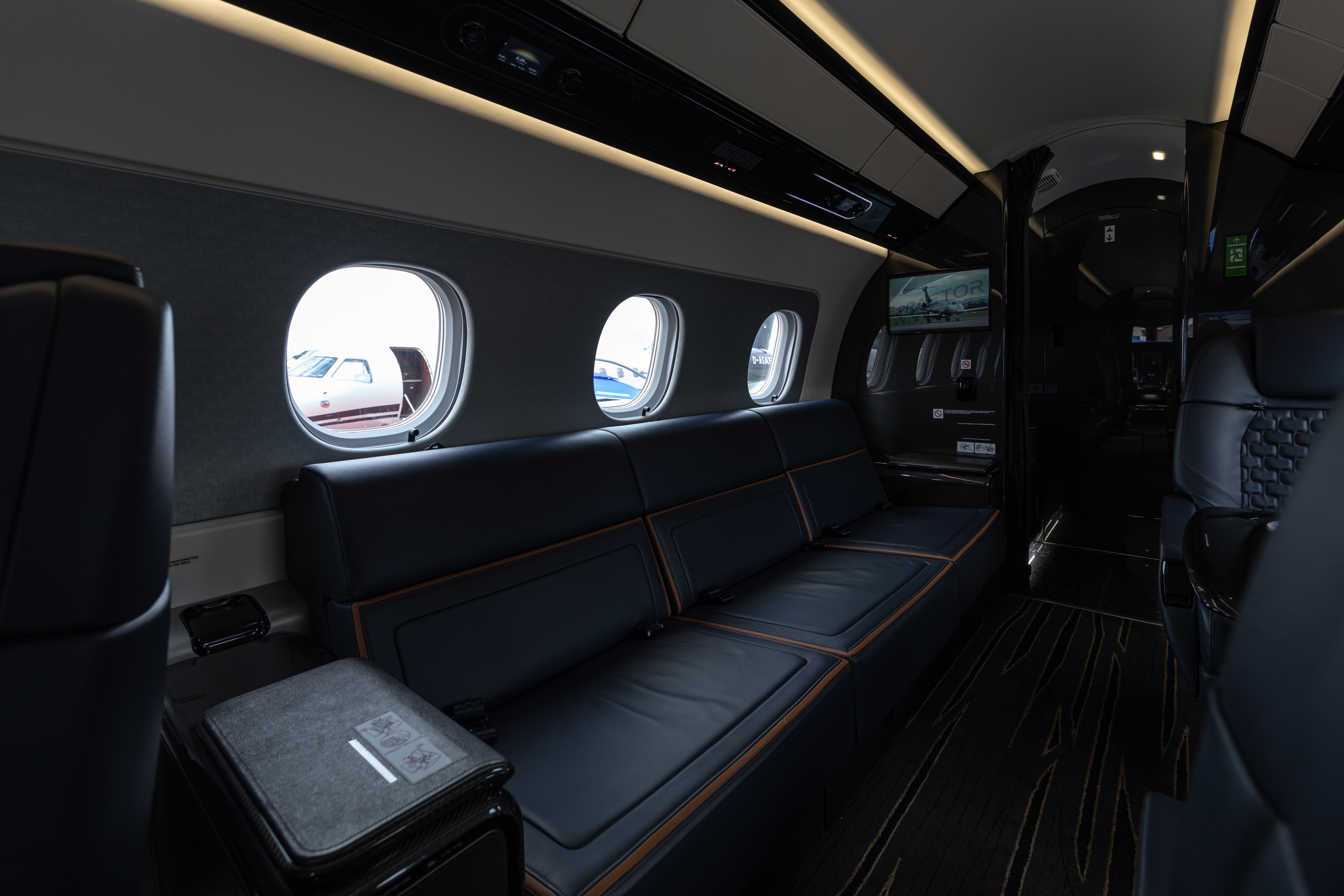
Interior de um Praetor 600
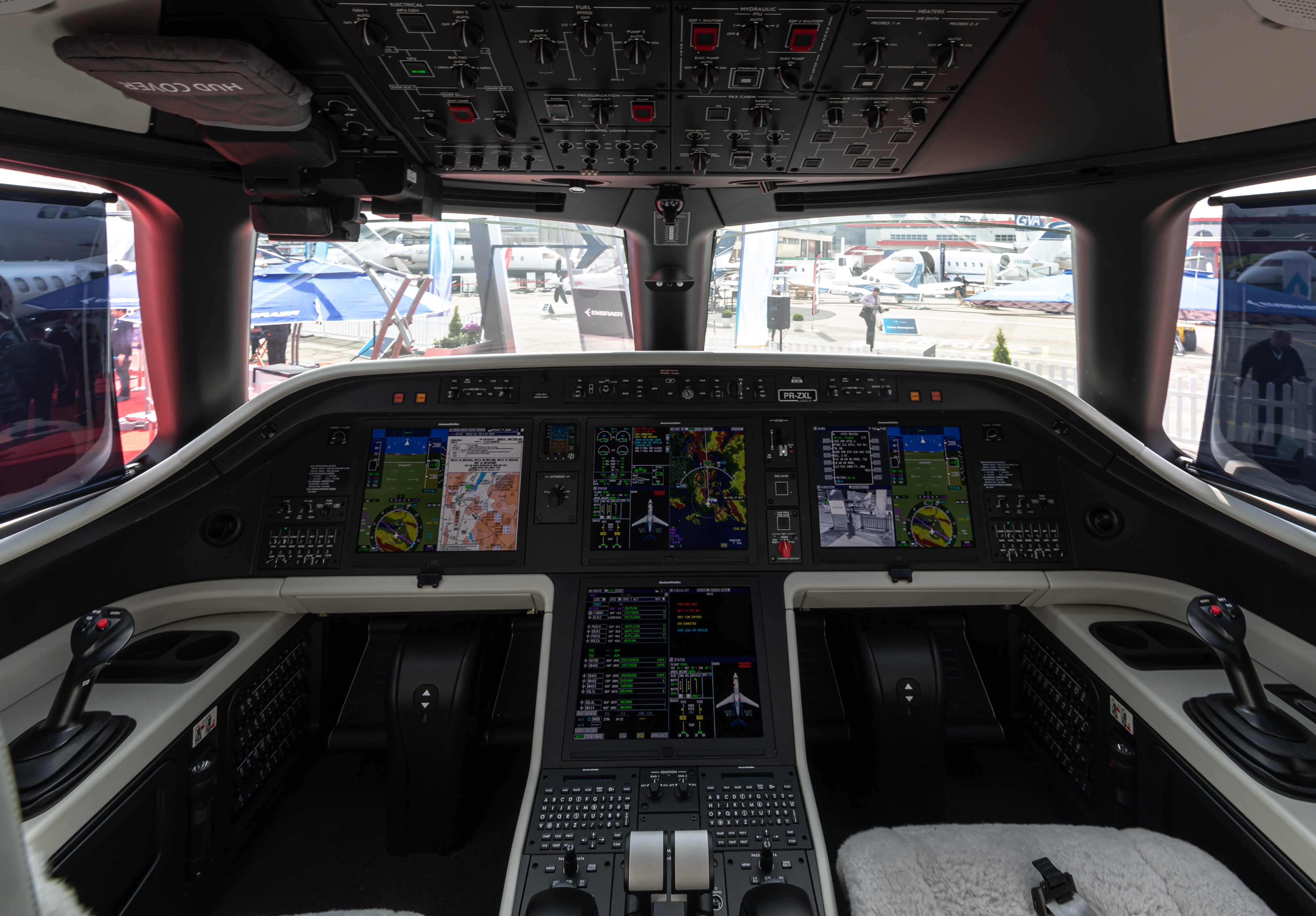
Cockpit do Praetor